# VandaVanda
VandaVanda é um grupo musical, formado na Bélgica.
O programa Popstars, apresentado na TV Belga, em 2001, acompanhou desde o começo a formação de um grupo vocal pop VandaVanda. Centenas de candidatos tiveram a chance de mostrar seus talentos com o objetivo de realizar um sonho, o de ser um(a) Popstar. Em vários capítulos, candidatos de toda a Bélgica passaram por sucessivos testes eliminatórios. Dos 1400 candidatos que se inscreveram, e depois de 6 fases eliminatórias, o grupo belga foi finalmente definido, restando cinco cantores. São eles: Karolien Quintens, Frédéric Godecharle, Iris Van Hoof, Hans De Jonghe e Tiziana Scapin. O nome escolhido para o grupo foi 'VandaVanda'
Sunshine After The Rain, o primeiro single do VandaVanda, surpreende e confirma o esperado. Nem antes de completar duas semanas, o single já atinge o primeiro lugar do Ultratop e já se passaram mais de 25.000 cópias vendidas.
Não cansado de bater recordes, ‘Let’s Get Busy’, vem para surpreender e deslumbrar. O talento e a versatilidade de cada canção, deixam um ar de dever cumprido. Sons R&B, baladas românticas e músicas dançantes, tomam conta do álbum. Fora os toques de reggea em algumas canções. Destaques para baladas como All My Love e músicas extremamente chicletes como Perfect Girl.
Repleto de sucessos, VandaVanda, é um dos 28 felizes convocados do Eurosongselectie Belga. Uma espécie de Eurovision da Bélgica.
Em 2002, chega ‘All My Love’, último single do CD, que apesar de ótimos charts, vem com uma péssima notícia, a deixa de Íris do grupo.
Mais nem tudo é lágrimas, os quatro ainda continuam, com um novo nome: Quatro.
O Quatro ainda tenta emplacar hits, lançando dois singles, ‘Tell It To My Heart' e 'The Sweetest Thing', mais nao se sai muito bem, não só o grupo, mas também os fãs, ficaram muito abalados com a saída de Íris.
O VandaVanda, ou Quatro, nunca anunciaram oficialmente a separação.

## Discografia
- Let's Get Busy 17th Of August, 2001 (17 de agosto de 2001)

## Singles
- Sunshine After The Rain 27th Of April, 2001 (27/04/01) (no Top40-charts)[2]
- Love Of My Life 13th Of July, 2001 (13 de julho de 2001)(no Top40-charts)[2]
- Perfect Girl 5th Of October, 2001 (05/10/01)
- All My Love 22nd Of February, 2002 (22 de fevereiro de 2002)